# 전국동주도시교류협의회
전국동주도시교류협의회(全國同州都市交流協議會)는 시 명칭에 고을 주(州)자가 들어가는 대한민국의 15개 도시 시장들이 상호교류와 공동발전을 위해 2003년 설립한 단체이다. 매년 1회 시장이 참석하는 정기총회와 매달 1회 부시장이 참석하는 정기회의, 임시회 등을 개최하여 행정정보를 교류하고 지역의 공동현안사업을 행정자치부 등 중앙부처에 건의하기도 한다. 단, 광역자치단체인 광주광역시는 회원이 아니며, 광주광역시장은 전국시도지사협의회에 가입되어 있다. 남양주시는 가입하지 않았다.

## 연혁
- 2003년 6월 24일 전국동주도시교류협의회 창립

## 회원 도시(15)[5][6]

### 경기권(4)
- 광주시
- 양주시
- 파주시
- 여주시

### 강원권(1)
- 원주시

### 충북권(2)
- 청주시
- 충주시

### 충남권(1)
- 공주시

### 전북권(1)
- 전주시 - 회원도시 중 유일하게 도농복합시가 아니다.

### 전남권(1)
- 나주시

### 경북권(3)
- 경주시
- 상주시
- 영주시

### 경남권(1)
- 진주시

### 제주권(1)
- 제주시 - 회원도시 중 유일하게 자치시(기초자치단체)가 아닌 행정시이다.

## 같이 보기
- 전국청정도시협의회
- 전국시도지사협의회
- 전국시도교육감협의회
- 전국시군자치구의회의장협의회